# Енергодар
Енергодар (укр. Енергодар) град је у Украјини, у Запорошкој области. Према процени из 2012. у граду је живело 54.638 становника.

## Становништво
Према процени, у граду је 2012. живело 54.638 становника.
| 1979.  | 1989.  | 2001.  | 2012.  |
| ------ | ------ | ------ | ------ |
| 14.043 | 47.100 | 56.242 | 54.638 |